# Goetzdenkmal (Leipzig)

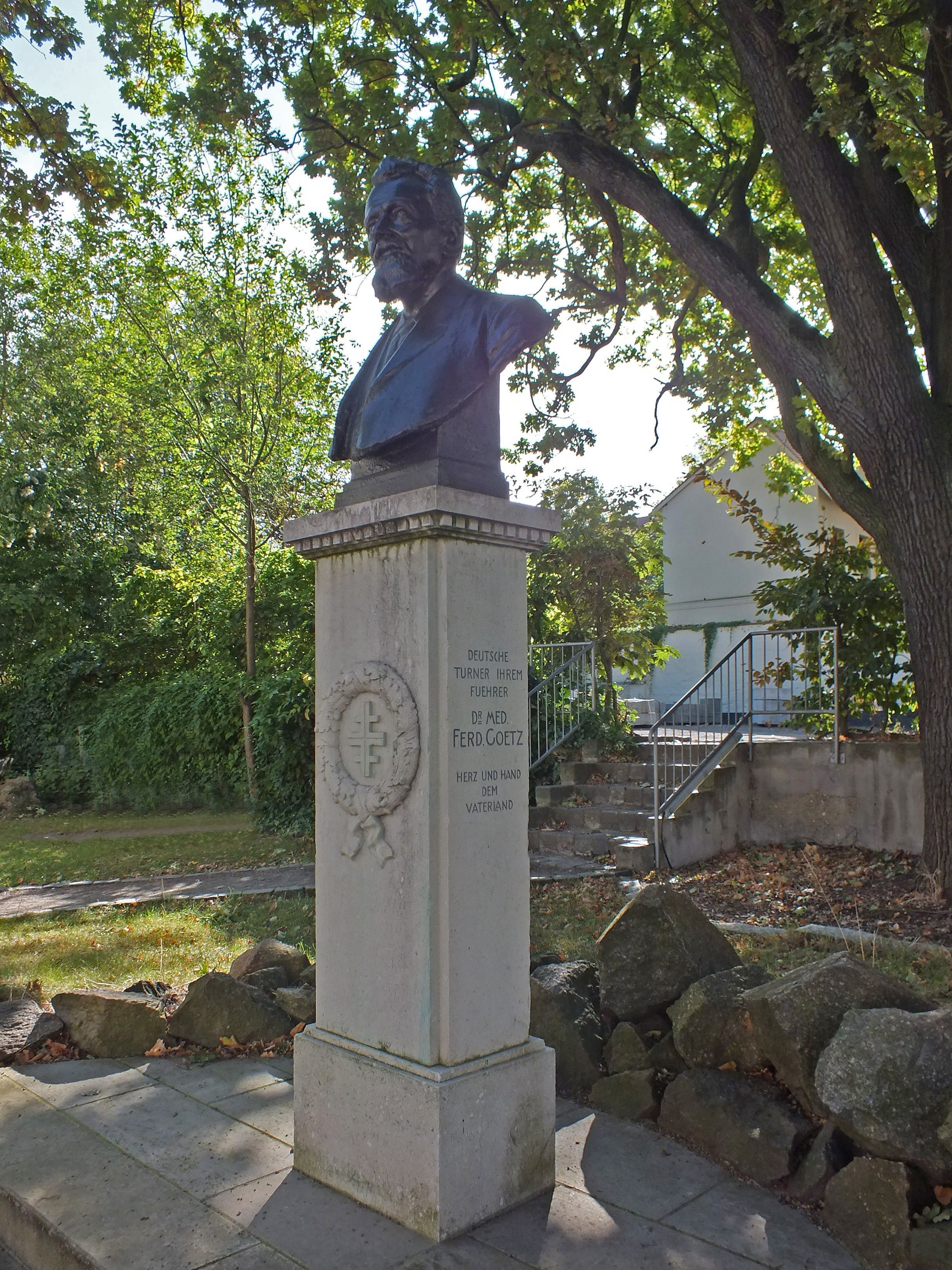
Das Denkmal im Garten des Goetz-Hauses (2017)

Das Goetzdenkmal in Leipzig wurde 1926 für den Arzt und Turnerschafter Ferdinand Goetz (1826–1915) aus Anlass seines 100. Geburtstags errichtet. Es steht unter Denkmalschutz.

## Lage und Gestalt
Das Denkmal steht im Garten des Hauses Lützner Straße 11 in Leipzig, dem langjährigen Wohnhaus von Ferdinand Goetz, auf einem leicht erhöhten Platz unter Eichen. Es ist noch der ursprüngliche Aufstellungsort.
Es zeigt die überlebensgroße Büste des Geehrten aus dunkel patinierter Bronze auf einem Postament aus hellem Marmor. Die Gesamthöhe beträgt 2,82 m. Die Vorderseite des Postaments zeigt als Relief im Lorbeerkranz das vierfach vereinte F der Turnerschaft für „Frisch, fromm, fröhlich, frei“. Die Inschrift auf der rechten Seite des Postaments lautet: DEUTSCHE | TURNER IHREM | FÜHRER | DR MED. | FERD. GOETZ | HERZ UND HAND | DEM | VATERLAND. Die letzten Worte waren Goetz’ Wahlspruch.

## Geschichte
Ferdinand Goetz hatte 1868 zusammen mit Theodor Georgii (1826–1892) die Deutsche Turnerschaft als Zusammenschluss der Turnvereine in Deutschland gegründet, die zur damals weltgrößten Turnorganisation wurde. Anfangs war Goetz deren ehrenamtlicher Geschäftsführer und ab 1895 bis zu seinem Tode Vorsitzender.
Zu seinem 100. Geburtstag veranstaltete die Turnerschaft eine Spendensammlung zur Errichtung eines Denkmals für ihn. Der Leipziger Bildhauer Carl Seffner (1861–1932), der Goetz persönlich gekannt hatte, wurde mit dem Entwurf einer Porträtbüste beauftragt, welche in der Bronzebildgießerei Noack gegossen wurde. Es war die letzte Denkmalschöpfung Seffners. Wer das Postament entwarf, ist nicht bekannt. Neben Seffner selbst kommen der die Fundamentarbeiten ausführende Lindenauer Baumeister Carl Iffland oder Goetz’ Sohn Paul infrage. Die Einweihung fand Pfingsten 1926 statt, Pfingstmontag war der 100. Geburtstag von Ferdinand Goetz.
Der 2000 zur Rettung des verfallenden Goetz-Hauses gegründete Verein Goetz-Haus Leipzig e. V. sanierte bis zum Deutschen Turnfest 2002 in Leipzig Haus und Denkmal.